# (180537) 2004 EB1
2004 إي بي 1 (ويعرف أيضًا باسم (180537) 2004 إي بي 1 وفق تسمية الكوكب الصغير) (بالإنجليزية: 2004 EB1)‏ هو كويكب ضمن حزام الكويكبات؛ وترتيبه 180537 من حيث الاكتشاف.
اكتُشف هذا الجُرم الفلكي بواسطة جيمس ويتني يونغ في 14 مارس 2004.

## وصلات خارجية
- (180537) 2004 EB1 في قاعدة بيانات مختبر الدفع النفاث لأجرام النظام الشمسي الصغيرة

- الاكتشاف · مخطط المدار ·  العناصر المدارية · المعلمات المادية

- (180537) 2004 EB1 على موقع ويكي سكاي: DSS2, SDSS, GALEX, IRAS, Hydrogen α, X-Ray, Astrophoto, Sky Map, Articles and images